# Amit Kumar (ur. 1993)
Amit Kumar Dahiya (ur. 15 grudnia 1993 w Nahri) – indyjski zapaśnik startujący w stylu wolnym, wicemistrz świata.
Startuje w kategorii wagowej do 55 kg. Srebrny medalista mistrzostw świata z Budapesztu w 2013 roku. Dziesiąty zawodnik igrzysk olimpijskich w Londynie 2012 w kategorii 55 kg - zwyciężył tam w 1/8 finału z zawodnikiem Iranu Hasanem Rahimim, a następnie przegrał z Gruzinem Wladimerem Chinczegaszwilim w półfinałach oraz w repasażach z Radosławem Welikowem z Bułgarii.
Dziesiąty na igrzyskach azjatyckich w 2014. Złoty medalista mistrzostw Azji w 2013 i brązowy w 2012. Zwycięzca igrzysk wspólnoty narodów w 2014. Szósty w Pucharze Świata w 2014; siódmy w 2016 i ósmy w 2017. Triumfator igrzysk Azji Południowej w 2019 roku.
W roku 2016 został laureatem nagrody Arjuna Award.